# بوليسلاف الأول شروبري
بوليسلاف الأول شروبري (Bolesław I Chrobry) (ويُعرف أيضًا باسم بوليسلاف الأول الشجاع أو الشجاع) (ولد في 967م - وتوفّي في 17 من يونيو 1025م)، وعُرِفَ في الماضي بـ بوليسلاف الأول الأكبر (Bolesław I the Great (ويلكي (Wielki))، كان دوق بولندا في الفترة 1025-992 وملك بولندا الأول من 19 من إبريل 1025م وحتى وفاته. كما حكم بصفته بوليسلاف الرابع، دوق بوهيميا خلال الفترة 1003م-1002م.
لقد كان المولود الأول للملك ميزكو الأول (Mieszko I) من زوجته التشيكية الأولى، دوبراوا (Dobrawa)، ابنة بوليسلاف الأول الوحشي (Boleslav I the Cruel)، دوق بوهيميا. وسُمِّي على اسم جده لأمه.
كان بوليسلاف سياسيًا، واستراتيجيًا، ورجل دولة بارزًا. فقد حوَّل بولندا ليس إلى مجرد بلدٍ مشابه للملكيات الغربية القديمة، ولكنه ارتقى بها أيضًا إلى النخبة الأوروبية. وقاد حملاتٍ عسكرية ناجحة في الغرب، والجنوب، والشرق. كما وحَّد الأراضي البولندية واحتل أراضيَ خارج الحدود المعاصرة لبولندا، مثل: سلوفاكيا (Slovakia)، ومورافيا (Moravia)، لوتينيا الحمراء (Red Ruthenia)، ومايسن (Meissen)، ولوساتيا (Lusatia)، وبوهيميا (Bohemia). وكان وسيطًا قويًا في شؤون أوروبا الوسطى.
كان بوليسلاف حليفًا للإمبراطور الروماني المقدس أوتو الثالث (Otto III) الذي ربما كان قد توَّجه ريكس (rex). بعد وفاة أوتو الثالث في 1002، شن بوليسلاف سلسلة من الحروب الناجحة ضد الإمبراطورية الرومانية المقدسة وابن عم أوتو الثالث ووريثه هنري الثاني (Henry II)، وانتهت بمعاهدة بوتسن للسلام (Peace of Bautzen) في 1018م. وفي صيف 1018، استولى بوليسلاف الأول على كييف (Kiev) في واحدة من حملاته الأشهر، حيث سنَّ سيفه عندما أصاب البوابة الذهبية (Golden Gate) في كييف وفقًا للأساطير. ولاحقًا، أصبح سيف ما يُعرَف باسم شتشيربيتس (Szczerbiec)، ويعني السيف المسنون، هو السيف الرسمي المُستخدم في حفلات تتويج الملوك البولنديين.
نجح بوليسلاف الأول أيضًا في تأسيس بنية كنيسة بولندية مع كبير أساقفة (Metropolitan See) في غنيزنو (Gniezno)، مستقلاً عن أبرشية ماغديبورغ الـألمانية (Archbishopric of Magdeburg)، الذي حاول ادعاء حقه في المناطق البولندية. خلال اجتماع غنيزنو (Congress of Gniezno) الشهير، حرر نفسه من التزامه للإمبراطورية الرومانية المقدسة وأخيرًا، توَّج نفسه عاهلاً في أوج حكمه، وهو أول حاكم بولندي يفعل ذلك.
لقد كان قائدًا مؤهلاً، حيث أسس ما يسمًّى ب«قانون الأمير» ("Prince's law")، وبنى حصونًا، وكنائس، وأديرة، وكباري عديدة. كما أسس بوليسلاف الأول أول نظام نقدي بولندي، من غرزيونا المقسمة إلى 240 ديناري،  وقام بصك العملة الخاصة به. ويعتبر بشكل واسع واحدًا من حكام بياست الأكثر مهارة وإنجازًا.

## النشأة
وُلِد بوليسلاف عام 966 أو 967، وهو الطفل الأول لميشكو الأول ملك بولندا وزوجته الأميرة البوهيمية دوبراوا. أكد ضريحه، الذي كتب في منتصف القرن الحادي عشر، أن بوليسلاف ولد لأب «غير مؤمن» وأم «مؤمنة»، ما يشير إلى أنه ولد قبل معمودية والده. وعُمد بوليسلاف بعد وقت قصير من ولادته. سُمي على اسم جده من ناحية الأم، بوليسلوس الأول، دوق بوهيميا. لا يُعرف الكثير عن طفولة بوليسلاف. سُجل على ضريحه أنه خضع لمراسم قص الشعر التقليدية في سن السابعة وأُرسل خصلة من شعره إلى روما. يشير الفعل الأخير إلى أن ميشكو أراد أن يضع ابنه تحت حماية الكرسي الرسولي. يقول المؤرخ تاديوش مانافيل أن بوليسلاف احتاج إلى تلك الحماية لأن والده أرسله إلى بلاط أوتو الأول، الإمبراطور الروماني المقدس، عربونًا عن ولائه للإمبراطور. ومع ذلك، يشير المؤرخ ماريك كازيميرز باراسكي إلى أن الادعاء بأن بوليسلاف أُرسل كرهينة للبلاط الإمبراطوري أمر متنازع عليه.
توفيت والدة بوليسلاف، دوبراوا، عام 977. تزوج والده الأرملة أودا من هالدنسلبن التي كانت راهبة بالفعل. في ذلك الوقت تقريبًا، أصبح بوليسلاف حاكمًا لبولندا الصغرى، ولم يتضح تمامًا في أي ظروف. يقول جيرزي سترزيلشيك أن بوليسلاف حصل على بولندا الصغرى من والده، ويقول تاديوش مانافيل إنه استولى على المقاطعة من والده بدعم من اللوردات المحليين. كتب هنريك لومياسكي أن عمه بوليسلاف الثاني من بوهيميا منحه المنطقة.

## الانضمام والتوحيد
مات ميشكو الأول في 25 مايو 992. سجل ثيتمار المعاصر من ميرسبورغ أن ميشكو ترك «مملكته تنقسم بين العديد من المطالبين»، لكن بوليسلاف وحد البلد «بطريقة ماكرة مثل الثعلب» وطرد زوجة أبيه وشقيقه ونصف إخوته من بولندا، التي دعمها اثنان من اللوردات البولنديين أوديلين وبروزفيواتش، فأصدر بوليسلاف أمر بفقء أعينهما. يقول المؤرخ برزيميسلاف ويزيفسكي أن بوليسلاف قد سيطر بالفعل على بولندا بأكملها بحلول عام 992. وكتب بليشزينسكي أن هذا حدث فقط في الأشهر الأخيرة من عام 995.
صدرت أول عملة معدنية لبوليسلاف حوالي عام 995. حمل أحدهم نقش فينسييفلافوس، والذي يظهر أنه يعتبر عم والدته دوق فينسيسلاوس الأول من بوهيميا القديس الراعي لبولندا. أرسل بوليسلاف تعزيزات إلى الإمبراطورية الرومانية المقدسة لمحاربة السلاف البولابيين في صيف 992. قاد بوليسلاف شخصيًا الجيش البولندي لمساعدة القوات الإمبراطورية في غزو أرض أبودريتس أو فيليتي عام 995. خلال الحملة، التقى بالعاهل الألماني الشاب أوتو الثالث.
شارك سوبيسلاف، رئيس سلالة سلافنيك البوهيمية، في حملة 995. استفاد بوليسلاف الثاني من بوهيميا من غياب سوبيسلاف وغزا مناطق السلافنيك وقتل معظم أفراد الأسرة. بعد أن علم بمصير أقاربه، استقر سوبسلاف في بولندا. أعطاه بوليسلاف المأوى «من أجل شقيق [سوبيسلاف] المقدس»، أسقف أدالبرت من براغ، وفقًا لسير القديسين لهذا الأخير. أدالبرت (معروف باسم فويتشخ قبل تكريس نفسه)، جاء أيضًا إلى بولندا عام 996، لأن بوليسلاف «كان يميل نحوه بشكل ودي». في أوائل عام 997، غادر أدالبرت بولندا للتبشير بين البروسيين، الذين كانوا يغزون الأراضي الحدودية الشرقية لمملكة بوليسلاف. ومع ذلك، قتله الوثنيون في 23 أبريل 997. دفع بوليسلاف فدية لرفات أدالبرت، ودفع وزنه ذهبًا، ودفنه في غنيزنو. أرسل أجزاء من جثمان الأسقف إلى الإمبراطور أوتو الثالث الذي كان صديقًا لأدالبرت.